# Kilb
Kilb é um município da Áustria localizado no distrito de Melk, no estado de Baixa Áustria.

## Subdivisões
Braunöd, Bühren, Dörfl, Dornhof, Feld, Fleischessen, Fohra, Fohrafeld, Freyen, Gartling, Glosbach, Graben, Graben bei Haag, Grub bei Kilb, Guglberg, Hauersdorf, Haxenöd, Heinrichsberg, Hohenbrand, Hummelbach, Kettenreith, Kilb, Kohlenberg, Laach, Maierhöfen, Mallau, Niederhofen, Oberneuberg, Panschach, Petersberg, Rametzberg, Ranzenbach, Ruttersdorf, Schlögelsbach, Schützen, Taubenwang, Teufelsdorf, Umbach, Unterneuberg, Unterschmidbach, Volkersdorf, Wötzling, Waasen bei Kilb, Wiesenöd.